# Solidaritat (Irlanda)

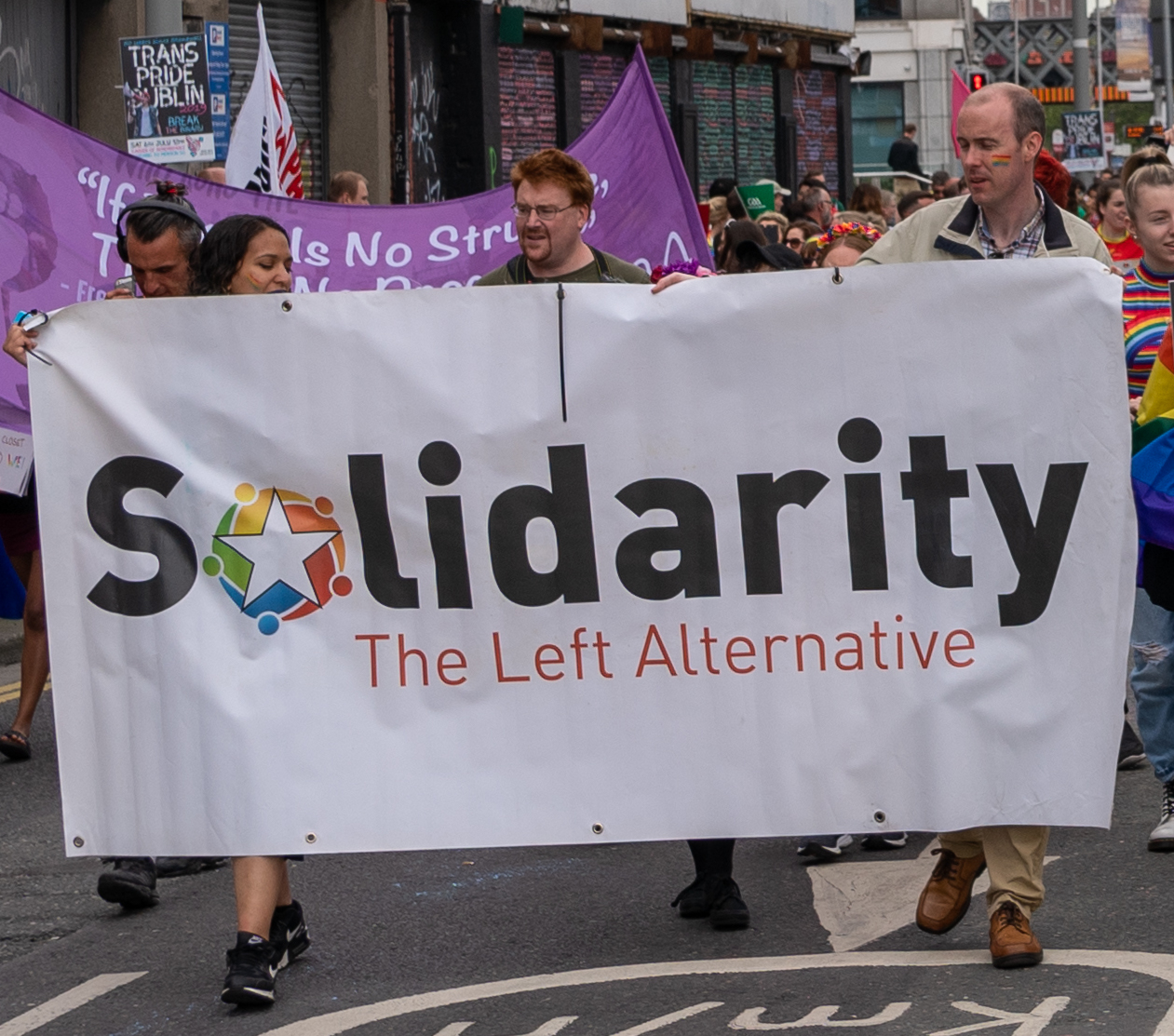
Cartell del partit polític durant una manifestació en favor dels drets del col·lectiu LGTBIQ+ a Dublín.

Solidaritat (irlandès: Neart Ie Chéile, anglés: Solidarity), abans conegut com l’Aliança Antiausteritat (AAA), és un partit polític socialista a la República d’Irlanda, fundat l’any 2014. Tots els representants electes del partit són membres del Partit Socialista.

## Aliança Antiausteritat
El partit va participar en les eleccions locals de 2014 en una plataforma per a la creació de treballs. El 8 d’abril de 2014, presentaren un pla per crear 150.000 llocs de treball arreu d’Irlanda reemplaçant el JobBridge i les iniciatives Gateawat amb un programa de treball real amb ocupació pública, educació gratuïta i un sistema de formació genuí.
Paul Murphy va ser triat com a membre del Dáil Éireann per Dublin South-West sota la marca de l’Aliança Antiausteritat en les parcials d’octubre de 2014. Reelegit en 2016, dimití del partit el 2019 per fundar RISE.
Ruth Coppinger va ser elegida per Dublin West com a TD en les eleccionis parcials de la circumscripció de 2014. També reelegida en 2016, va esdevindre la primera dona en ser nominada per ser Taoiseach.
El 7 d’agost de 2015, el partit va ser eliminat del registre. A més, va mantenir converses amb el Poble Abans del Benefici sobre formar una nova formació política. El 17 de setembre de 2015, els dos partits anunciaren que havien registrat un partit polític amb una finalitat electoral. La nova organització es va anomenar «Aliança Antiausteritat-el Poble Abans del Benefici» i posteriorment reanomenada com Solidaritat-el Poble Abans del Benefici.

## Rellançament com a Solidaritat
El 10 de març de 2017, l’Aliança Antiausteritat va anunciar que es rellançaria com Solidaritat. El canvi de nom havia de reflectir «l'emergència de molts moviments sobre temes laborals, econòmics i socials» i com «l’AAA havia jugat un rol clau en campanyes com la de la taxa sobre l’aigua i la vivenda», l’organització sota el nou nom «continuaria fent-ho, però que el nom podria reflectir millor el seu compromís en els temes de LGBT, l’avortament i en la igualtat en general».
En aquest mateix sentit, la coalició electoral i el grup parlamentari es canviaria el nom per Solidaritat-People Before Profits
A les eleccions generals de 2020, Coppinger va perdre el seu escó, i només va quedar Mike Barry com a TD del partit.

## Ideologia i polítiques
Solidaritat s’oposa a un referèndum de reunificació irlandesa i ha exposat que faria campanya de boicot a qualsevol referèndum d’aquest tipus. Solidaritat creu que Irlanda, Anglaterra, Escòcia i Gal·les haurien d’unir-se i formar una Federació Socialista, que aspiraria a formar part de la Federació Socialista d’Europa.

## Resultats electorals

### República d'Irlanda

#### Eleccions generals
| Elecció | Vots de Primera Preferència | % Vot | Escons  |
| ------- | --------------------------- | ----- | ------- |
| 2016    | 41.994                      | 1,9%  | 3 / 158 |
| 2020    | 12.723                      | 0,6%  | 1 / 160 |

#### Eleccions locals
| Elecció | Vots de Primera Preferència | % Vot | Escons   |
| ------- | --------------------------- | ----- | -------- |
| 2014    | 21.097                      | 1,2%  | 14 / 949 |
| 2019    | 10.911                      | 0,64% | 7 / 949  |

#### Eleccions europees
| Elecció | Vots de Primera Preferència | % Vot | Escons |
| ------- | --------------------------- | ----- | ------ |
| 2019    | 4.967                       | 0,28% | 0 / 13 |